# Fokanov Anatolij

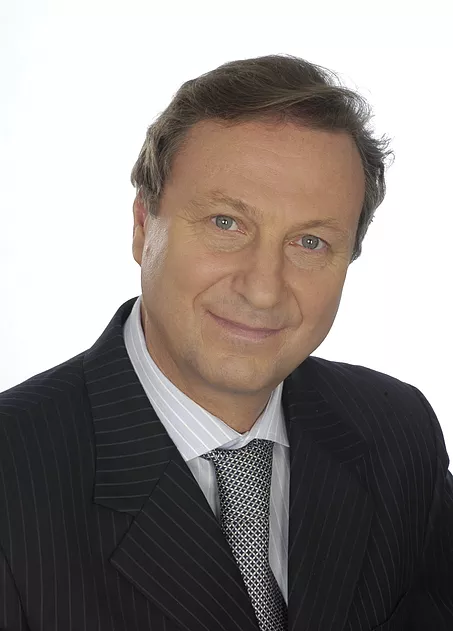
Fokanov Anatolij

Fokanov Anatolij (Magadan) orosz származású magyar operaénekes (bariton), érdemes– és kiváló művész, a Halhatatlanok Társulatának örökös tagja.

## Pályája
Tanulmányait a Novoszibirszki Zeneakadémián végezte, énekes, pedagógus és kóruskarmester szakon. Tanulmányai befejezte után a Novoszibirszki Operaház szólistája lett. Hazájában az operairodalom szinte valamennyi jelentős baritonszerepét elénekelte. Magyarországon először 1990-ben járt, majd a többszöri vendégszereplés után, 1992-től kezdve a Magyar Állami Operaház tagja. Oratóriuménekesként is elismert Magyarországon és külföldön egyaránt.

## Főbb szerepei
- Macbeth (Verdi: Macbeth)
- Don Carlos (Verdi: A végzet hatalma)
- Rigoletto (Verdi: Rigoletto)
- Germont (Verdi: Traviata)
- Luna (Verdi: A trubadúr)
- Posa (Verdi: Don Carlos)
- Amonasro (Verdi: Aida)
- Jago (Verdi: Otello)
- Nabucco (Verdi: Nabucco)
- Renato (Verdi: Az álarcosbál)
- Scarpia (Puccini: Tosca)
- Marcel (Puccini: Bohémélet)
- Dulcamara (Donizetti: Szerelmi bájital)
- Alfio (Mascagni: Parasztbecsület)
- Escamillo (Bizet: Carmen)
- Valentin (Gounod: Faust)
- Don Giovanni (Mozart: Don Giovanni)
- Anyegin (Csajkovszkij: Anyegin)

## Díjai
- Érdemes művész (2004)
- Örökös tag a Halhatatlanok Társulatában (2006)
- Melis György-díj (Magyar Állami Operaház)
- Kiváló művész (2010)[1]
- Székely Mihály-emlékplakett (2012)
- A Magyar Érdemrend tisztikeresztje (2017)[2]
- A Magyar Állami Operaház Kamaraénekese (2017)